# Wade (Carolina del Nord)
Wade és una població dels Estats Units a l'estat de Carolina del Nord. Segons el cens del 2000 tenia 480 habitants.

## Demografia
Segons el cens del 2000, Wade tenia 480 habitants, 196 habitatges i 131 famílies. La densitat de població era de 141,5 habitants per km².
Dels 196 habitatges en un 34,7% hi vivien nens de menys de 18 anys, en un 48,5% hi vivien parelles casades, en un 13,8% dones solteres, i en un 32,7% no eren unitats familiars. En el 30,1% dels habitatges hi vivien persones soles el 13,8% de les quals corresponia a persones de 65 anys o més que vivien soles. El nombre mitjà de persones vivint en cada habitatge era de 2,45 i el nombre mitjà de persones que vivien en cada família era de 3,05.
Per edats la població es repartia de la següent manera: un 27,1% tenia menys de 18 anys, un 7,5% entre 18 i 24, un 27,1% entre 25 i 44, un 22,7% de 45 a 60 i un 15,6% 65 anys o més.
L'edat mediana era de 37 anys. Per cada 100 dones de 18 o més anys hi havia 90,2 homes.
La renda mediana per habitatge era de 25.000 $ i la renda mediana per família de 33.750 $. Els homes tenien una renda mediana de 25.972 $ mentre que les dones 17.344 $. La renda per capita de la població era de 13.933 $. Entorn del 12,7% de les famílies i el 20,7% de la població estaven per davall del llindar de pobresa.

## Poblacions més properes
El següent diagrama mostra les poblacions més properes.